# Les Presses du réel
 (février 2025).
 (septembre 2009).
Les Presses du réel sont une maison d'édition indépendante française et une société de diffusion et de distribution basée à Dijon.

## Présentation

### Édition
Les Presses du réel sont une maison d'édition indépendante et une structure de diffusion / distribution, qui publie dans différents domaines.
- Avant-gardes (des utopies socio-politiques du XIXe siècle aux mouvements artistiques radicaux de la modernité historique du XXe siècle : Charles Fourier, Pierre-Joseph Proudhon, Dada, Fluxus, les Surréalistes, l'Internationale situationniste, l'Actionnisme viennois)
- Art contemporain (Dan Graham, On Kawara, Mike Kelley, Yayoi Kusama, Steven Parrino, Gerhard Richter, Sophie Ristelhueber)
- Histoire de l'art (Horst Bredekamp, T. J. Clark, Richard Thomson, Aby Warburg)
- Etudes visuelles (Keith Moxey, Peter Geimer, W.J.T. Mitchell)
- Théorie des médias (Lev Manovich, Friedrich Kittler, Dieter Mersch)
- Critique (Daniel Birnbaum, Nicolas Bourriaud, Hans Ulrich Obrist)
- Écrits d'artistes et littérature (David Antin, W. G. Sebald, Raymond Roussel, Jean-Pierre Brisset)
- Philosophie et esthétique (Éric Alliez, Philippe Lacoue-Labarthe, Mehdi Belhaj Kacem)
- Arts de la scène, musiques expérimentales et cinéma (Meg Stuart, Jérôme Bel, Maguy Marin, Trisha Brown, Morton Feldman, Luc Ferrari, Éliane Radigue, Lionel Marchetti, Phill Niblock, Sergueï Eisenstein)
- Architecture et design

Les Presses du réel commercialisent les publications d'institutions telles que le Palais de Tokyo (Paris), le Musée d'Art moderne et contemporain (Genève) ou la villa Arson (Nice). Elles ont intégré les Éditions Kargo, ainsi que le catalogue des Éditions Al Dante, dont le programme est prolongé au sein d'une nouvelle collection dirigée par Laurent Cauwet, ou encore les publications des Éditions Mélanie Seteun consacrées aux musiques actuelles.

### Diffusion et distribution
Elles assurent également la diffusion en librairie et la vente en ligne de plusieurs revues d'art et d'histoire de l'art, françaises et internationales : Frog magazine, Revue & corrigée, Roven, Volume !, Tacet, Inter - Art actuel (Québec), Artforum, Flash Art, Mousse, Kaleidoscope, etc., ainsi que les magazines créés par Maurizio Cattelan (Toilet Paper, Permanent Food, Charley).